# Microceratus

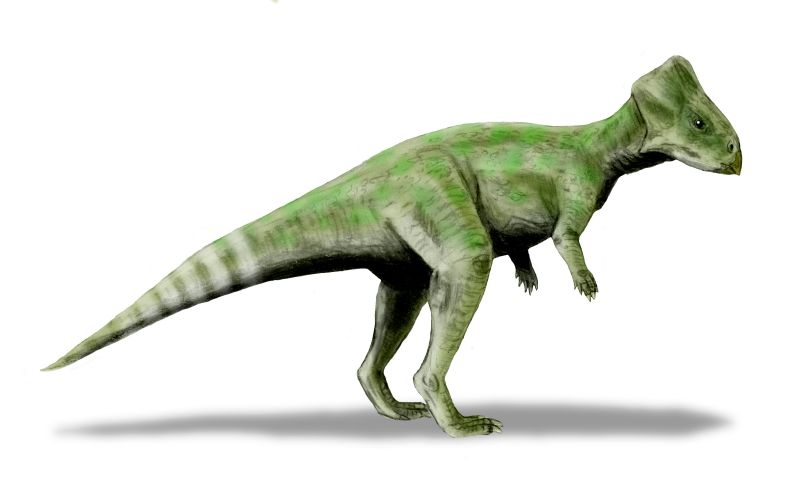
Microceratus gobiensis

Microceratus is een geslacht van uitgestorven plantenetende ornithischische dinosauriërs, behorend tot de groep van de Ceratopia, dat tijdens het Laat-Krijt leefde in het gebied van de huidige Volksrepubliek China.

## Ontdekking en naamgeving
De eerste fossielen van Microceratus werden ontdekt door de Chinees-Zweedse expedities van 1927-1931 in de provincie Gansu. Het taxon werd in 1953 voor het eerst beschreven en benoemd door Anders Birger Bohlin als de typesoort Microceratops gobiensis. De geslachtsnaam was afgeleid van het Klassiek Griekse, mikros 'klein', keras, 'hoorn', en oops, 'gezicht'. De soortaanduiding verwijst naar de Gobi. Aangezien de geslachtsnaam al was bezet door een geslacht van sluipwespen, Microceratops, Seyrig 1952, werd het in 2008 door Octávio Mateus hernoemd tot Microceratus. Ceratus is gelatiniseerd Grieks voor 'gehoornd' en de naam betekent dus 'de kleine gehoornde'. Ondanks de hernoeming blijft de typesoort Microceratops gobiensis.
De fossielen bestonden uit tanden en fragmenten van de schedel en de rest van het skelet, vermoedelijk toebehorend aan jonge dieren. De precieze herkomst van het materiaal is onzeker en zo ook de datering maar die wordt meestal geschat als Campanien - Maastrichtien, ruwweg zeventig miljoen jaar oud. Het holotype, een dentarium van de onderkaak, is kwijtgeraakt.
Bohlin benoemde tegelijk een tweede soort: Microceratops sulcidens. De soortaanduiding is afgeleid van het Latijnse sulcus, 'groeve', en dens, 'tand', een verwijzing naar het gegroefde oppervlak van de tanden. Van deze soort waren twee tanden, wervels en hand- en voetbeenderen bewaard gebleven. Deze tweede soort is gevonden op een andere locatie met vermoedelijk een andere datering.
Yang Zhongjian wees in 1958 een maxilla en ander fragmentarisch materiaal aan het geslacht toe, enkel op basis van de kleine grootte. In 1975 werd nog een vondst, PAL MgD-I/156, door Teresa Maryańska en Halszka Osmólska toegewezen aan Microceratops opnieuw puur wegens de kleine omvang. Dit completer skelet werd echter in 2000 door Paul Sereno hernoemd tot Graciliceratops. Vermoed wordt dat de andere vondsten slechts jonge dieren van andere, niet te bepalen Ceratopia voorstellen; daarom concluderen de meeste wetenschappers dat Microceratus een nomen dubium is.

## Beschrijving
De exemplaren van Microceratus zijn alle zeer kleine dieren met ongeveer een lengte van ongeveer tachtig centimeter en een gewicht van zo'n twee kilogram. Daarmee behoren ze tot de kleinste bekende exemplaren van de Ceratopia. Microceratus was een lichtgebouwd dier, dat zich waarschijnlijk snel op twee benen kon voortbewegen maar ook op de voorpoten kon leunen. Veel eigenschappen die in populairwetenschappelijke publicaties van Microceratus of "Microceratops" worden vermeld, betreffen in feite Graciliceratops.
Bohlin wist één enkel diagnostisch kenmerk van M. gobiensis te melden: de hoofdrichel op de voorkant van de tanden zou minder uitsteken dan bij Protoceratops. Zelfs dit kenmerk is twijfelachtig aangezien het juist bij Protoceratops zeer variabel is. De tweede soort had geen enkel vaststelbaar onderscheidend kenmerk en werd alleen benoemd wegens de andere herkomst.

## Fylogenie
De positie van Microceratus in de evolutionaire stamboom is nooit door een exacte kladistische analyse vastgesteld. Door de geringe grootte van Microceratus zou men kunnen denken dat het een zeer basaal lid is van de Ceratopia maar dat is een illusie veroorzaakt door de jonge leeftijd van de exemplaren. Meestal wordt het geslacht toegewezen aan de Protoceratopidae.